# 文化通信社
株式会社文化通信社（ぶんかつうしんしゃ）は、メディア業界の専門情報媒体を発行する日本の企業である。新聞、出版、書店業界の情報紙「The Bunka News (文化通信)」の紙版（週刊）とウェブ版（営業日毎日更新）、全国の主要書店約2,000店に届ける増刊「BookLink」の紙版（月刊）とウェブ版（月次更新）を発行する。2021年（令和3年）には創業75周年を迎えた。
この他、出版社・書店間の情報提供プラットフォーム「Booklink PRO」の運営、出版事業として新聞、出版業界の経営層名鑑「新聞人・出版人」の刊行（毎年）、セミナー事業として「経営者セミナー」「出版人育成セミナー」などの開催、カタログブック出版事業としてギフトブック・カタログ「先輩の本棚」、キッズブックカタログ『こどものための100冊』の刊行、書店支援事業としてプレゼント企画「本屋さんで当てよう！」の実施、顕彰事業として「ふるさと新聞アワード」をの主催、コミュニケーション事業としてゴルフコンペ「The Bunka News CUP」の開催などを行う。

## 沿革
- 1946年5月　重枝四四男が名古屋市千種区で創業。『文化通信』を創刊（旬刊タブロイド判／4頁／定価月10円）1947年2月に発行形態を週刊化。
- 1948年6月　『全国 新聞人名鑑』第1集（東海北陸版）発行（B6判／320頁／定価300円）。
- 1962年6月　「マスコミを担う人々」第1版を刊行。（A4判横綴じ／66頁／定価3,000円）。
- 1979年5月　「日本マスコミセンター」開設。県紙・専門紙・マスコミ各社の社史・伝記など約1,000点を収蔵。
- 1987年5月　経営評論家（財界研究所元社長・会長）山口比呂志が代表取締役会長に就任。
- 1989年5月　近藤晃治が代表取締役社長に就任。
- 1996年8月　ウェブサイト「文化通信」を日教販のブックモールに立ち上げ、情報発信を開始。
- 2001年6月　賀川洋著『出版再生－アメリカの出版ビジネスから何が見えるか－』（四六判／238頁／本体価格2,200円）刊行。第22回日本出版学会賞を受賞。
- 2003年12月　出版産業の情報紙別冊『bBB』創刊（タブロイド判／月刊）。
- 2004年5月　日本出版学会編『白書　出版産業－データとチャートで読み解く決定版－』（B5判／179頁／本体価格2,500円）を刊行。
- 2008年6月　重枝耕也が代表取締役社長に就任。
- 2012年6月　第1回海外ツアー「大原ケイさんと行く”電子書籍大国”アメリカ視察旅行」を開始（以降、随時催行）。
- 2014年10月　第1回文化通信メディアセミナーを開催（以降「文化通信フォーラム」、「文化通信セミナー」と名称を変え随時開催）。
- 2018年
  - 4月　山口健が代表取締役社長に就任。
  - 8月　2000店の書店に向けたマーケティング情報紙別冊『文化通信BBB』を発行（タブロイド判／4C／月刊）。
- 2019年
  - 5月　第1回連続講座「春の研修プログラム　出版業界の『いま』と『これから』を知る」を5月8日、15日、22日、28日に開催（以降、随時開催）。
  - 6月　第1回創刊記念セミナーを開催（講師／オリックス株式会社・宮内義彦シニア・チェアマン）。
- 2020年
  - 4月　ドリップコーヒーパック「文豪珈琲」を発売（680円／芥川龍之介・宮澤賢治の2フレイバー）。
  - 6月　全国紙・県紙・地域紙約120紙を閲覧できる「ふるさと新聞ライブラリー」を開設。
  - 7月27日　新聞、出版業界などの経営者を写真とプロフィールで紹介する『新聞人・出版人2020』（A5判／122頁／本体3,500円）を刊行（以降、毎年刊行）。
  - 11月　本を贈る習慣を提案する第1回「ギフトブック・キャンペーン2020～2021」を開催（B5判変形カタログ20万部発行）。第1回書店応援プレゼント企画を実施（参加書店1,000円以上のレシートで抽選参加）以降、随時開催。
- 2021年
  - 1月　本紙・ウェブ版の題字を「The Bunka News」に変更。
  - 6月　子どもが本と出会う機会を創出する第1回「こどものための100冊キャンペーン」を開催（B5判カタログ15万部発行）。
  - 7月　創業75周年記念シンポジウム開催（衆議院議員デジタル改革担当大臣・平井卓也、株式会社神戸新聞社代表取締役社長・高梨柳太郎）。創業75周年記念シンポジウム開催（第1部株式会社有隣堂代表取締役社長・松信健太郎、日本出版販売株式会社代表取締役社長・奥村景二、第2部株式会社河出書房新社代表取締役社長・小野寺優、株式会社トーハン 代表取締役社長・近藤敏貴）。
  - 11月　第1回「ふるさと新聞アワード」を実施。
  - 12月　第1回The Bunka NewsCUPを静岡県裾野市のファイブハンドレッドクラブで開催。出版、新聞印刷業界などから42人が参加。
- 2022年
  - 7月　星野渉が取締役社長執行役員に就任。
  - 7月　出版社・書店間の情報提供プラットフォーム「Booklink」のサービスを開始。
  - 7月　本社事務所を東京都千代田区神田錦町3-7-2東京堂錦町ビル3階に移転